# Найдавніша (біблійна) історія єврейського народу

Подорож Авраама з Ура в Ханаан

Найдавніша (біблійна) історія єврейського народу охоплює період від появи євреїв на арені історії за часів Авраама, до завоювання Ханаану. Вони виділилсь із семітських племен які проживали в Месопотамії. Головним джерелом по історії цього періоду є П'ятикнижжя Мойсеєве.

## Епоха патріархів, родоначальників єврейського народу (XX-XVII ст. До н. Е. ~ 250 років)
За біблійними переказами, родоначальник єврейського народу Авраам (через Евера походив по прямій лінії від Сима, сина Ноя) вийшов з міста Ур в Месопотамії (південь сучасного Іраку, на заході від річки Євфрат). Існує думка, що біблійний місто Ур знаходився в північній Месопотамії. Район Ура халдейського ймовірно був місцем народження не тільки Авраама, але і його предків. Цікавий той факт, що в цьому районі знаходились кілька сіл і поселень, що носять ім'я «Серух» (так звали прадіда Авраама), «Нахор» (дід Авраама), «Фарра» (батько Авраама) і «Аран» (брат Авраама).
Родовід нащадків Авраама:
- Ісаак і Ізмаїл. Згідно з Біблією та Кораном Ізмаїл став прабатьком арабів.
- Яків (Ізраїль) та Ісав - сини Ісаака. Згідно з книгою Буття Ісав стає родоначальником едомітян.
- 12 синів Якова : Рувим, Симеон, Левій, Юда, Завулон, Іссахар, Дан, Гад, Ашер, Нафталі, Йосиф, Веніямин та одна дочка Діна.

## Переселення в Єгипет і єгипетське рабство (XVI-XIV ст. До н. Е. - 210 років)
Згідно П'ятикнижжя Мойсея, євреї потрапляють до Єгипту слідом за Йосипом, коли він стає фактичним правителем Єгипту, залишивши фараону тільки вищі символи влади. На запрошення Йосипа до Єгипту вирушає його батько Яків (Ізраїль) з усією родиною - 67 осіб.

## Вихід з Єгипту і поневіряння по пустелі (XIV ст. до н. е. - 40 років)
Умови життя ізраїльтян в роки, що передували Виходу, стають нестерпними. Коли фараон побачив, що вжиті ним заходи не в змозі затримати зростання молодого народу, їм було видано жорстоке веління, спочатку таємно, а потім і відкрито, вбивати народжених хлопчиків з племені ізраїльтян. І до народних стогонів під вагою виснажливих робіт приєдналися стогони і крики матерів, але серед цих стогонів і криків ізраїльського народу народився його великий Спаситель Мойсей. 
Вивівши народ Ізраїлю з Єгипту він отримує від Бога заповіді на горі Синай. У гори також був укладений заповіт між Богом і ізраїльтянами, дана Тора. Там же з волі Бога була споруджена скинія (похідний Храм), чоловіки з коліна Левія (Левіти) були призначені священиками. Брат Аарон та його нащадки (когени) став первосвящеником.
Коли вони вийшли до берега Йордану у гори Нево (Чис. 26:63; Чис. 33:48) Мойсей, призначає своїм наступником Ісуса Навина.